# 郵政民営化

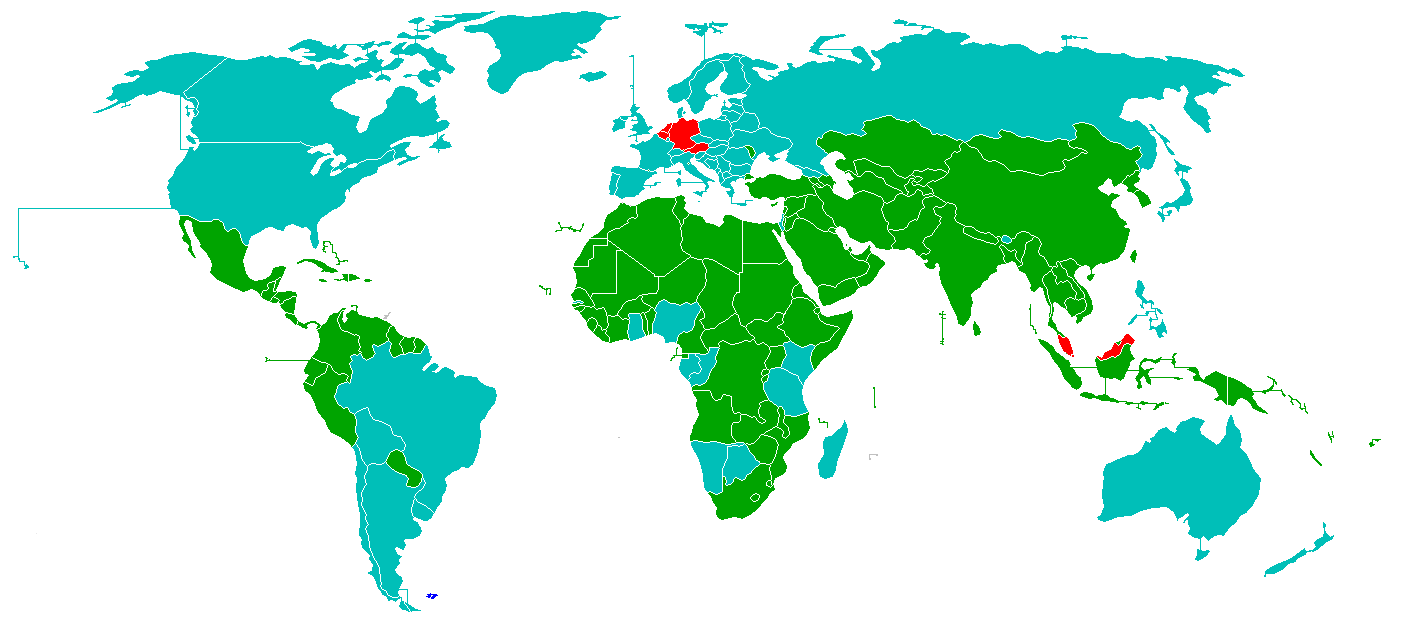
世界の郵政民営化
国営・公営
民営（株式は国が保有）
民営（完全民営）

郵政民営化（ゆうせいみんえいか）は、従来国営で行われてきた郵政事業の組織構成を組み換えて、民間企業に改編することである。郵政民営化においては郵便事業の民営化と郵便局の金融業の民営化が存在している。世界的に郵便需要の激減を受け、民営化や既存民間企業への業務委託、赤字の郵便局やポストの削減、デジタルポスト化といった改革が進んでいる。

## 需要激減以後の世界の改革
世界的にインターネットの普及とデジタル化の進展により、手紙文化は年々薄れ、郵便物の減少が続いている。日本でもメールやSNSの台頭により、かつては大きな収益源だった年賀状を含め、将来的にも手紙やはがきの需要回復は無理であることが分かっている状況である。企業間の領収書や請求書などの書類送付もデジタル化が進み、郵便サービスは各国で転換期を迎えている。政府や公的機関からの通知をポータルサイトやアプリを使って受け取るデジタルポストを推進するデジタル先進国であるデンマークの国営郵便サービス「ポストノルド」は2025年6月から郵便ポストの撤去に着手し、同年末にすべての手紙の配達を終了すると発表した。オランダでは郵便配達の頻度縮小が議論されており、ドイツの郵便局「ドイツポスト」は8000人を削減する改革案を発表された。

## アメリカ合衆国
アメリカ合衆国にはかつて郵便貯金の制度が存在したが1966年に廃止された。廃止直前には利用者が減少傾向にあり、現金自動預け払い機(ATM)などのオンラインシステムが発達する前であったためそれほど混乱は生じていないとされる。アメリカ合衆国では口座維持手数料を設けることが一般的で低所得者層を中心に金融機関に口座を持っていない人が少なくない。民営化批判論者からよく反対論として指摘されることである。郵便事業については公共企業体（USポスタルサービス）により運営。郵政事業を民営化するという法律案はこれまでに2回提出されたがいずれも成立せず、2002年には「一律サービスを民間で行うのは不可能」と結論づけ、事実上郵政民営化は断念した状態となっている。一方で、郵便事業は慢性的な赤字経営であり、職員や日曜配達の削減、毎年のような郵便料金の値上げなどを重ねても赤字は解消されていない。

## イギリス
イギリスでは、窓口会社、郵便会社、小包会社といったように分割されている。貯金事業は独立行政法人の郵便局とはまったく別のナショナルセービング(National Savings and Investments)により運営される。ナショナルセービングは店舗を持たず郵便窓口会社に業務を委託する形をとる。競合他社との激しい競争により郵便会社や小包会社は必ずしも順調な経営状態ではない。
2013年10月11日、郵便事業会社ロイヤルメールの株式が民間に公開となり、イギリスの郵政事業は民営化された。

## オーストラリア
オーストラリアでは、1989年に公社化されたオーストラリア郵便公社（以下、ポスト）が運営する。競争事業者の250グラム以内の信書便はポストの4倍以上の料金を請求する規制がある。ポストは小荷物、銀行や政府の窓口業務受託、文房具・包装用品などの分野で規制のない競争関係にある。売却が議論されている。

## スイス
スイスではスイスポストによって運営されている。ユニークなものとしてはポストバスの存在があげられる。これは、郵便物をバスで輸送し、そのバスに一般の乗客も有料で乗車できるというものである。

## ドイツ
ドイツの郵政民営化は日本とは異なり、おもに郵便事業の国際化を企図して行われたものである。EU圏成立後、増大する同圏内での小荷物輸送（宅配便）の需要に応え、ドイツ国内を超えた事業展開をより容易にするため、小荷物部門については特にDHLとして別会社化し、グローバルに展開している。小荷物以外の軽量郵便についてはドイツポストに独占権が認められている。民営化後、直営の郵便局数が約5000まで激減したため社会問題化した。
いっぽう、貯金部門の民営化については混迷を極めた。当初は郵便事業と銀行事業に2分割する予定だったが、民営化された郵便銀行が、85%の郵便局から撤退を表明したため、再びドイツポストの子会社化せざるをえなかった。ドイツと日本の郵政民営化は経営の民業化にとどまらず、株式や資産をも放出するという世界でも珍しい私有化政策（払い下げ）ではあるが、ドイツでは政府がまだ50%程度は株式を保有している。また連邦制を施くドイツでは、貯蓄銀行制度において連邦政府が経営する郵便銀行（Postbank）が占める割合は小さく（12%程度）、貯金の大半は州政府など各地方自治体が運営する貯蓄銀行（Sparkasse）に預けられている。この貯蓄銀行は原則公営で、街のいたるところに支店があり、日本のかつての郵便貯金と同じ役割を果しているのはこちらである。大都市の貯蓄銀行にはわずかながら私立のものもあるが、金融不安や経営悪化を背景に次々と公営化されていっており、貯蓄銀行については公営化が進んでいるといえる。一般にドイツの銀行界では公営銀行（州立銀行、貯蓄銀行）が占める割合が高く、民間銀行は日本でいえば証券会社にあたる、富裕層を対象にした投資銀行であることが多い。

## 日本

### 民営化以前の構造・郵便事業の慢性的赤字体質問題

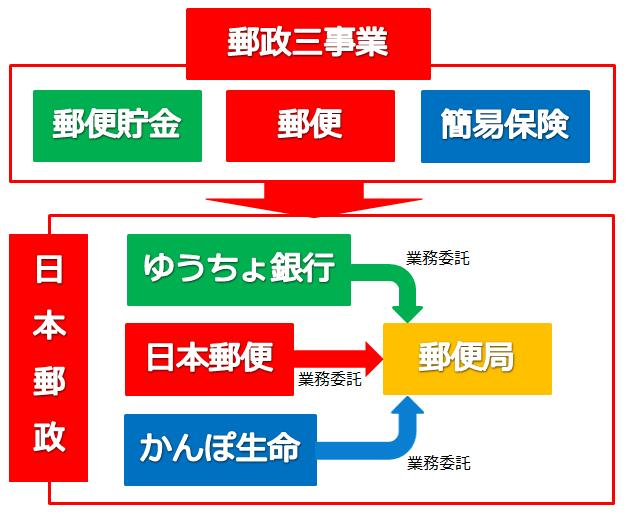
郵政民営化の概念図

日本における郵政の民営化とは、日本政府および小泉内閣が1990年代末から2000年代にかけて行った郵政三事業（郵便・簡易保険・郵便貯金）を民営化する政策である。「民営化」議論によって「郵政四事業」として語られるようになったが、従来の「（郵政）三事業」に包含されていた、郵便事業から「郵便局窓口での接客サービス」である「窓口業務」を別事業として区分したものである。
民営化以前の郵便局では郵便配達以外に、「郵便貯金」という銀行業務や「簡易保険」という保険業務が行われており、全国の郵便局には、北海道拓殖銀行や日本長期信用銀行の経営破綻により、合計350兆円もの資金が集まっていた。郵便局からこの資金が日本国政府（旧大蔵省資金運用部）に貸し出され、日本国政府はこれらを日本国債の購入、旧日本道路公団や住宅金融公庫などの特殊法人へ貸し出す「財政投融資の原資」にした。
貸し出された側では、郵便局に集まる郵便貯金を当てにできたため、費用対効果をあまり省みないで活動ができたため、赤字の高速道路が漫然と作られるような状況となっていた。そこで、
- 郵便局が扱う資金を日本国政府が利用する仕組みはやめ、特殊法人はできるだけ民間会社として、自ら市場から資金調達し収益を上げる。
- 郵便局の仕事自体も民間の仕事とし、郵便局が銀行業務や保険業務として扱う資金は、自らの創意工夫で収益を上げる。

ようにした。2007年時点の郵政民営化では、日本郵政はいままで払っていなかった法人税など日本の租税の徴収対象となり、かつての「護送船団方式」と称される行政保護政策の適用対象から外れ、経営面においても政府による特別の支援措置や保護の枠外となった。これにより、金融市場や物流業界における他の民間企業と同様に市場競争にさらされる経営環境へと転換されたはずだった。
しかし、実質2年で小泉政権下で定められた「郵政民営化」は自民党郵政族が結党した国民新党で構成されている民主党連立政権で潰えた。その後も「郵政民営化」に反し、長らく日本郵政株は100%日本国政府保有（財務大臣所有）であった。しかし、第二次安倍内閣下で民営化路線へ回帰され、2015年9月10日に日本郵政株式会社、株式会社ゆうちょ銀行及び株式会. 社かんぽ生命保険の3社の上場承認が発表された。そして、同年11月には東京証券取引所第一部に「日本郵政グループ」は上場と共に、傘下のゆうちょ銀行とかんぽ生命保険も上場された。3社の株の売り出しがなされ、1987年上場のNTT以来となる大型の民営化案件となった。日本郵政と傘下のゆうちょ銀行、かんぽ生命保険の3社の、東京証券取引所第1部に株式を同時上場に対して、買い注文が多かったために初値は3社とも公開価格を上回り、順調な滑り出しとなった。  
しかし、2025年時点の石破内閣下にて、絶大な政治力を持つ全国郵便局長会（全特）が望む「制度面でも経営面でも郵政の官業回帰」の流れになっている。世襲が可能な特定郵便局の統合に反対し、垂れ流した郵便事業の赤字を現場のノルマで負担させる彼らは、公社時代からの慣習を残したまま民営化逆行させる政治活動と不祥事を繰り返している。郵便事業は電子メール普及で需要低下が毎年進む状況であるのに、赤字郵便局の統廃合に反対する全特やその支持を受ける郵政族によって、多額の公金や資金が必要となる反郵政民営化路線の公金投入法案が提出されようとしている。全国郵便局長会の影響で郵便民営化路線から転換した自民党による法案内容は「赤字の郵便局の維持費」として毎年650億円規模の公的支援がされる法案となっている。

### 旧特定郵便局の世襲と腐敗問題・赤字郵便局統合反対による弊害
旧特定郵便局は、主に窓口業務を担う局員数人の小規模な郵便局である。日本にある全国約2万4千局のうち4分の3超えを占める。明治期に地域の名士が私有地や建物を提供して設置された郵便局がルーツとされ、2007年の郵政民営化前まで「特定郵便局」と呼ばれていた。旧特定郵便局の局長の採用は一般局員とは別枠の公募で行われ、世襲で選ばれたり、「地域密着」を理由に定年まで他局に異動しないことが多い。旧特定郵便局長に誰かなるかは、旧特定郵便局の局長で構成される全国特定郵便局長会（全特）の意向が反映される。
全国特定郵便局長会（全特）は旧特定郵便局の局長によって構成される団体で、長年にわたり郵政組織に強い影響力を有してきた団体である。彼らは郵政民営化以前は、国家公務員の地位であり、国から局舎料も受け取り、さらに「地域活動などのため」として、巨額の「渡切費」（前渡しの経費）も毎年貰っていた。 平成12年度（2000年度）の単年を例とすると、同年度だけで全国の24,778局ある郵便局のうち19,423局に対して「渡切費（わたしきりひ）」として総額911億円余が支給されていた。2001年に全特による不正発覚で、2002年7月31日に会計法第23条を削除する旨の日本郵政公社法施行法が成立し、2003年4月1日の施行以降は渡切費制度は廃止された。年に1度大規模な総会を開催しており、2025年には札幌ドームでの開催が予定され、全国から約1万人の特定郵便局の局長が参加する見込みでる。この総会に関して、参加費が1人あたり約20万円であり、その費用は局長個人の自己負担となっている。参加が事実上義務であることから、経済的負担の大きさに対する不満の声も出ており、社内ネットワーク上では一部の局長が経済的困窮を訴える投稿を行われている。郵便局長による金銭絡みの不祥事は過去にも複数報告されており、その背景の一端として、全特の慣行や経済的負担の大きさが影響していると指摘されている。西日本新聞は「徹底調査報道「ひずむ郵政」」にて、全国郵便局長会（全特）と、彼らの票圧力を受けた郵政族が「郵政民営化」を歪ませている様子を報道している。2023年には優れた調査報道を顕彰する「第3回調査報道大賞」の地方紙・専門紙部門の優秀賞に、西日本新聞の「全国郵便局長会による会社経費政治流用のスクープと関連報道」が選出された。旧特定郵便局は「小泉政権による郵政民営化」が、2009年の民主党への政権交代と郵政族の影響力回復で中途半端な民営化へと改変されたことで赤字郵便局が統廃合がされずにほぼ民営化決定以前とほぼ同数残っておりいる。。旧特定郵便局の制度的慣例が、各地の郵便局での不祥事の温床となっている。内部通報者への脅迫、10億円規模の詐欺、顧客情報の漏えいなど、旧特定局長による重大な不正行為が相次いで発覚している。旧特定局は全国に約1万9,000局あり、局長の多くは任意団体「全国郵便局長会（全特）」に所属し、地方局長の採用・人事は、地元幹部が主導し、形式的に本社が追認する構図が続いている。採用前の面談では「選挙活動の可否」「居住地の調整」などが問われ、局長会内の序列がそのまま日本郵便内の人事評価に直結するなど、組織内外での不透明性が指摘されてきた。また、局長職には転勤がなく、世襲的に後継者が選ばれる例もあるため、外部監視が働きにくく、地域の信頼を悪用した長期的な不正を生む構造的問題を抱えている。長崎市では、元局長が父の後を継いだ直後から25年にわたり、50人以上の顧客から10億円以上を詐取し、退職後も局の応接室を使って金融詐欺を継続していた事例が報じられた。さらに、内部通報を封じようとしたパワハラ事件も発生。2019年には、福岡県の地区統括局長（当時）が、通報者と疑った部下局長に対して「仲間を売ったら潰す」と脅迫した。被害者ら7人から民事訴訟を起こされ、刑事事件としても強要未遂罪で起訴された。こうした事例は、「地域密着」を名目とした局長の特権的地位や、人事の独自運用が不正を助長してきた証左と指摘されている。
旧特定郵便局の世襲による元局長（60代男性）が、長崎市の長崎住吉郵便局で約25年にわたり知人らから現金を不正に集めていたことが、2024年1月に発覚した。きっかけは同年1月27日、被害者の1人が「預けた貯金を解約できない」として、ゆうちょ銀行長崎店に相談したことであった。日本郵便が社内調査を行った結果、元局長は自身の供述で金銭詐取を認め、「遊興費などに使った」と説明した。日本郵便が同年5月6日に行った記者会見によれば、被害者は少なくとも50人に上り、被害総額は10億円を超える可能性があるとされる。1996年3月から2019年3月まで長崎住吉郵便局の局長を務めていた元局長は、在職中の1996年11月頃から定年退職後の2021年1月まで、知人に対して「高利率の特別な貯金がある」などと持ちかけ、架空の「金融商品」の名目で現金を集めていた。元局長は嘘の「証拠」として、1993年にすでに廃止されていた郵便貯金の証書を用いており、社内調査に対し、詐取した金額などの詳細は「覚えていない」と述べた。事件が発覚した後、日本郵便は長崎県警と金融庁に報告し、刑事告発の準備を進めていること、被害者に全額補償する方針を示した。元局長の勤務していた長崎住吉郵便局は旧特定郵便局で同氏の父親も元局長という世襲であり、「長年地域に根ざして郵便・貯金業務を担ってきた」背景から、住民の信頼を背景にした長期的な詐欺行為が可能であった。
郵政民営化で一度はノルマ廃止されたが、統廃合に強く反発する全国郵便局長会の意向である「郵便局網維持コスト」のためにノルマ復活が復活させられた。日本郵政グループが保険営業に躍起になる背景には、巨額のコストがかかる全国の郵便局網を維持するため、収益性の高い金融事業に依存せざるを得ない現在の経営構造がある。本来は統廃合の改革が求められるが「全国郵便局長会」が赤字郵便局の統廃合などに強硬反対で、改革議論すら始めることすら出来ない。

### 小泉政権の郵政民営化法・全特勢力による形骸化

#### 小泉政権の4社枠組みと完全民営化
「郵政民営化の基本方針」は、2004年(平成16年)9月10日に日本政府が閣議決定した、郵政民営化の実施に関する方針文書である。小泉純一郎内閣のもとで策定され、日本郵政公社を解体し、民間会社へ移行するための基本的な枠組みと考え方を示した。本方針は、郵便・郵便貯金・簡易生命保険・郵便局の窓口業務という日本郵政公社の主要機能をそれぞれ独立した株式会社として分離し、それらを傘下に持つ持株会社を設立する構想を提示している。2007年を目途に、郵政事業を段階的に民営化することを目的とした。下記の基本方針に基づき、2005年に郵政民営化関連法案（郵政民営化法など）が国会に提出され、同年10月に可決・成立。2007年10月1日をもって、日本郵政公社は廃止され、日本郵政グループが発足した。

#### 郵政事業の完全民営化の目的
基本方針では、郵政民営化の目的として以下の点が挙げられている。
- 郵便、貯金、保険などのサービスをより多様かつ低廉に提供し、国民の利便性を高めること。

- 郵政公社が持つ資産や資金の運用について透明性を高め、無駄を排除すること。

- 郵便貯金や簡易保険を通じた資金の政府経由の運用を見直し、民間経済の活性化に資する資金循環を確保すること。

#### 組織再編の構想
方針では、日本郵政公社の解体に伴い、以下のような法人設計を示している
- 持株会社：4つの事業会社を傘下に持つ日本郵政株式会社（純粋持株会社）を設立。

- 事業会社：  郵便事業株式会社 、 ゆうちょ銀行（旧・郵便貯金会社） 、かんぽ生命保険（旧・簡易保険会社）、 郵便局株式会社（窓口ネットワーク会社）

また、旧簡易保険・郵便貯金の契約管理などを担う「公社承継法人」の創設も明記された。

#### 基本原則
- 競争条件の公平化（イコール・フッティング）

- 新契約と旧契約の分離（政府保証は旧契約に限定）

- 各事業間のリスク遮断と損益の明確化

- 自立的な企業経営と納税義務の履行[21]

#### 完全民営化の形骸化による赤字郵便局問題
小泉政権下で実施された郵政民営化の目的は、将来的にも需要減少が分かっており、慢性的な赤字が膨らむことが分かっていた郵便事業(特に「特定郵便局」)の合理化および近代化にあった。しかし、2009年の政権交代後に発足した民主党を中心とする連立政権（国民新党＝郵政族）は、郵政民営化の象徴である日本郵政の4社分社化プロセスを停止し、事実上「形だけの民営化」へ変質させた。最国有化路線となり、「郵貯が(民営化だと)外資に乗っ取られる」とする意見に対し、高橋洋一は「そのようなことはあり得ない」と反論している。その理由として、郵貯は民営化により銀行法上の銀行になるが、銀行には三つの主要株主規制があるからだと指摘している。完全民営化から「形だけの民営化」となったため、全国に約2万4,000ある郵便局はほとんど統廃合されずに赤字を垂れ流している。こうなった背景には「特定郵便局」の世襲者らである「全国郵便局長会」が票を介した圧力団体として、郵政族を介した郵政グループの民営化への政治的圧力がある。郵便局の維持には年間約1兆円の費用がかかり、その財源確保のため、現場では厳しい営業ノルマやコストカットが強いられる状況が続くこととなっている。こうした郵政グループの状況は、小泉政権で成立した「郵政民営化」の趣旨に反している結果として、郵便局の合理化や近代化が進まず、現場職員への過度な負担という形で弊害が顕在化している。

### 公社から完全民営化路線・民営化の形骸化までの推移

#### 与野党利権による妥協の郵政公社案時代
1996年に第1次橋本内閣の「行政改革会議」が発足し、中央省庁再編について議論が交わされた。翌年8月に出された中間報告では、郵政民営化が政府報告として初めて盛り込まれ、郵便は国営、郵便貯金は民営化を準備、簡易保険は民営化という案が出された。しかし最終報告では、郵政三事業は国営を維持させ、三事業一体の公社で国家公務員の職員によって運営されるという結論が出された（公社の職員は本来であれば公務員から外れるべきものである）。
結果として、国家公務員の公社という不自然な形となっており、公社の経営形態を今後見直さないという条項さえもあった。これには、自民党の支持団体の一つである特定郵便局長会、そのOBで構成されている大樹の会、これらを通じた郵政族議員からのだけでなく、野党第一党民主党の支持基盤である郵政系の労働組合(日本郵政公社労働組合、全日本郵政労働組合)、旧郵政省の官僚らという各方面の民営化反対派による圧力があった。
2001年1月6日に実施された中央省庁再編により、郵政省の郵政行政および郵政事業部門は、それぞれ総務省郵政企画管理局と郵政事業庁に再編された。その後、2003年4月1日に郵政事業庁が特殊法人である日本郵政公社となった。

#### 第二次橋本内閣による財政投融資への委託廃止
かつて郵便貯金の資金運用は大蔵省資金運用部に全額預託されていた（財政投融資）。この預託金利は市場より割高に設定（0.2%上積み）されており、その差益は割高な貸出金利を特殊法人に貸し出すことで捻出され、結果的にその負担は特殊法人への税金投入という国民負担となっていた。
1997年の第2次橋本内閣の財投改革により預託義務は廃止され、郵政公社は資金運用を自主運用することが求められる事となった。しかし官営である郵政公社の資金運用は原則として国債のみに制限されており、これは金融商品の中で最も利回りが低く、このままでは経営が成り立たない。大蔵省預託による割高金利という「ミルク」が享受できなくなった以上、国債以外の金融商品にて資金運用を行うためには、経営リスクを背負える組織がふさわしい。結果的に郵政民営化は避けられない状態であった。

#### 小泉内閣による郵政民営化方針時代
小泉純一郎が内閣総理大臣に就任すると、小泉内閣は郵政民営化を重要施策の一つとして掲げ、小泉自身も「行政改革の本丸」であると主張した。小泉は1979年の大蔵政務次官就任当時から郵政事業の民営化を訴え、宮澤内閣時の郵政大臣在任時や、第2次橋本内閣の厚生大臣在任時にも訴え続けていた。一方で郵政三事業の民営化は行政サービスの低下につながるとして激しい反対論が野党はもとより与党である自民党内からも噴出し、衆議院で否決される事態となった。
郵政民営化関連法案は、第162回通常国会で一部修正のうえ、2005年7月5日、衆議院本会議においてわずか5票差でかろうじて可決されたものの、2005年8月8日、参議院本会議においては否決された。衆参どちらの採決においても、自民党執行部の党議拘束にもかかわらず、多数の自民党国会議員が反対に回っていた（造反議員の一覧については郵政国会を参照のこと）。
この結果を受けて、小泉は郵政民営化の賛否を国民に問うとして、衆議院を解散した（郵政解散）。反対派の一部は自民党を離脱し、新党（国民新党・新党日本）を結成。その一方で離党せず自民党に残った議員は、党公認を得られず、無所属候補として第44回衆議院議員総選挙に出馬することになった。また、郵政民営化に反対した国会議員の小選挙区すべてに、小泉自民党は対立候補（いわゆる「刺客候補」）を送り込んだ。これら刺客候補を送られ対立した議員の多くは、次期政権の安倍政権によって多くの議員が自民党へ復党している。
そして9月11日に実施された第44回衆議院議員総選挙では、与党で3分の2の議席を超える「圧勝」という結果になった（ただし公明党は3議席を失い敗北する）。自民党は選挙後、郵政民営化に反対した国会議員に対して、党紀委員会で除名や離党勧告などの重い処分を科した。のちの特別国会で、10月14日に同内容の関連法案が可決・成立された。
その後、民主党や国民新党などが郵政民営化を見直す法案を提出したが、与党側は「現在の法律や制度でも、株式を売却する前に、日本郵政グループの完全民営化に関する見直しを行うことはできる」として廃案となった。

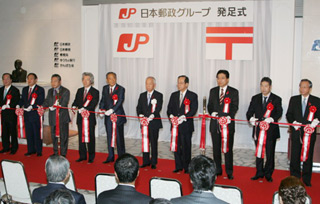
2007年10月1日、日本郵政グループ発足式

2007年10月1日には東京・霞が関にある日本郵政の本社で「日本郵政グループ発足式」が行われた。グループの持株会社となる日本郵政の西川善文社長、福田康夫首相、増田寛也総務大臣に加え、郵政民営化を推し進めた小泉も出席した。小泉は発足式の中で、従来は全政党が反対していた「郵政民営化」を実現できたのは国民による支持があったからこそであると述べた。

#### 民主党連立政権による再国有化への転換
民主党、社民党、国民新党の三党は2009年（平成21年）8月14日、同月30日に投開票される第45回衆議院議員総選挙に向けての共通政策として、郵政民営化の抜本的な見直しを掲げた。そして、後述のように小泉政権下で制定された方針や法律通りの郵政民営化は、実質2年で潰えた。
政権交代が実現されたあと、「元自民党の郵政民営化反対派」だけで結成された国民新党から連立政権入りした亀井静香郵政改革・金融担当大臣は、積極的に民営化見直しを働きかけを開始した。そのため、民営化推進派である西川善文社長が「政府と隔たりがある」として2009年（平成21年）10月20日に辞任を表明した。西川氏の辞任を受け、民間出身の職員約30人も日本郵政を退職し、郵政民営化は大きく転換された。これにより、「民有民営」とされた民営化会社は、実質的にその性格を変えることとなった。  翌21日、同相は次期社長として元大蔵省事務次官である斎藤次郎を起用すると発表した。
2010年（平成22年）5月8日、郵政グループ内の約20万人の非正規社員のうち、勤続3年以上などの6万5,000人を正社員として採用すると発表した。また、同月には、西川の経営手法を批判し、「客観的公平性に欠ける取引や財産の処分」があるとする「郵政民営化を検証する日本郵政ガバナンス問題調査専門委員会」（委員長：郷原信郎総務省顧問）による報告書が出された。
2012年（平成24年）4月27日、第180回国会（常会）において、郵政民営化法の改正案(郵政民営化法等の一部を改正する等の法律。平成二十四年法律第三十号)が可決・成立した。これによって、2012年10月1日付で郵事業株式会社と郵便局株式会社を合併し、「日本郵便株式会社」として統合することとなり、日本郵政グループは小泉政権案の5社体制から4社体制に再編された。 2012年に成立した郵政民営化法の一部を改正する法律では、ゆうちょ銀行およびかんぽ生命保険の政府保有株について、完全売却は行わない旨が明記された。これにより、日本郵政グループの金融子会社は引き続き、日本政府の影響下に置かれることとなり、事実上の「再国有化」と路線変更された。この過程を経て、郵政民営化の施行期間は、事実上2007年10月から2009年10月までの2年間に限定され、その後は官民折衷的な体制に戻ったとされる。経営陣には名目的に民間出身者を残しつつも、実質的には公的セクターによる統制が強まる構図となった。なお、郵政事業は2000年代初頭の時点で既に将来が厳しい環境にあり、電子メールの普及による郵便需要の減少、金融部門における低金利と財政投融資依存による収益性の悪化などが指摘されていた。当時の骨格経営試算では、10年から15年で財務的に持続困難となり、「第二の国鉄」に陥る可能性も示されていた。郵便・貯金・保険の各事業の黒字も、郵便貯金資金を財務省に預託し、市場金利を上回る「かさ上げ金利」によって支えられていた面が大きく、年間約1兆円規模の補填が税金から行われていたと指摘されている。このため、当時の国会審議においては郵政の形式的黒字に対する実質的な懐疑が共有されていた。民営化により全ての問題が解決される保証はなかったものの、旧来の構造のままでは減り続ける郵便需要の中での時間経過とともに、財政的負担が拡大するリスクが懸念されていた故の郵政民営化であった。そのため、民主党連立政権による再国有化後について、長期的な収益性・持続可能性の観点からの検証が求められている。

#### 全特による郵便需要激減下での官業化の深化問題や慢性的腐敗体質
小泉政権の郵政民営化では各事業ごとに完全分離することで損益を各事業ごとに責任を負わせる仕組みだった。しかし、郵政民営化が大きく後退が続くことで、郵便事業の慢性的な赤字体質から脱却できていない。小泉政権時代からの政権交代後に国民新党(旧自民党郵政族)との連立政権である民主党政権で完全分離が廃止されたために郵便事業会社である日本郵便を他業の収益で支える構図は変化しておらず、国民新党の解散後には自由民主党に戻った郵政族議員らは「郵便局網の維持」を名目に多額の財政資金を投じる郵政民営化法改正案を2025年の通常国会に提出しようとしている。この動きに呼応するかのように、持株会社である日本郵政の社長には初めて旧郵政官僚出身者が就任する予定となっており、制度面でも経営面でも郵政官業化路線が鮮明となりつつある。これは、小泉純一郎政権下の郵政改革案から変質したことを象徴するものと指摘されている。郵政民営化に不満を抱いていた旧郵政官僚や全特、郵政族議員たちは、日本郵政トップの座を官業寄りに奪取できたことで政治的影響力の回復に成功した。2024年6月の株主総会を経て、約5年半にわたって日本郵政グループを率いてきた元総務相で旧建設省出身の増田寛也社長が退任し、後任には旧郵政省出身の根岸一行・常務執行役員が昇格する予定である。表向きは「経営の若返り」とされるが、現場で行われていた顧客情報の不正流用問題や、配達員へのアルコールチェックを怠っていた点呼作業の不備など不祥事が相次いだことを責任を旧郵政官僚や全特、郵政族議員らから引責辞任させられた性格が強い。同時に日本郵便の千田哲也社長も退任し、後任には小池信也・常務執行役員が昇格することにより、かんぽ生命保険株式会社の谷垣邦夫社長を含むグループ4社のうち3社が旧郵政官僚出身者によって占められることとなった。民間出身者は、ゴールドマン・サックス出身のゆうちょ銀行社長・笠間貴之のみとなっており、かつての「官から民へ」という方針に逆行する人事構成となった。こうした体制の背景には、全国の郵便局長から成る全国郵便局長会(全特)の存在と、その絶大な政治的影響力がある。増田氏の後任探しは水面下で進められ、JR九州元社長やJT元社長など、民営化企業のトップ経験者に打診が行われたが、日本郵政グループの不祥事体質や政官との複雑な関係性から、民間出身者は引き受けを拒否したことが報じられている。「全特の意向を背景に自民党の郵政族議員が経営人事に介入する」という構図は以前から指摘されてきた。かつては西川善文氏や西室泰三氏ら財界出身の人物が日本郵政トップに就任したが、全特勢力の抵抗により経営改革を進めることができず退任している。増田氏も郵便局の統廃合に言及したことで、全特会長から抗議を受けただけでなく、自民党議員連盟の会合で吊し上げを受けるなどの対応を迫られた。これにより、郵便局網に手を付けることすら困難な状況となっている。郵便局網の維持を優先する政策の結果、日本郵便は2025年3月期に42億円の最終赤字を計上する見通しとなった。郵便料金の値上げは利用者離れを加速させており、郵便物取扱量は減少の一途をたどっている。構造的な赤字体質からの脱却には、全国約2万4000局に及ぶ郵便局のリストラが不可避と見られているが、全特はユニバーサルサービス義務を理由に網の維持を主張している。その主張は、実際には組織の存続と政治的影響力の保持が目的であるとの見方もある。2024年5月には、郵便局網の維持を目的として、年間650億円の財政資金を投入する郵政民営化法改正案が自民党内で了承された。郵便局の地域インフラとしての活用を名目に、日本郵政株の配当金や、使われていない旧郵便貯金を維持費に充てる方針が示されている。改正案は議員立法として提出される予定であり、実質的には日本郵便の赤字補填を国民負担とする内容であるとの批判もある。経営面においても、日本郵政グループは全特の顔色をうかがう姿勢を見せており、郵便局の合理化方針は事実上棚上げされている。代わりに過疎地域の自治体業務受託などを掲げ、「地方創生」に寄与する姿勢が強調されている。このような動きは、政治的圧力と経営判断の歪みを示唆するものとされる。2007年の小泉政権時代以降は郵政民営化路線だった日本郵便は、2009年以降の国民新党(自民党郵政族)による反民営化路線以降、官業的な体質が色濃く残り、不採算の特定郵便局を残すために過剰なノルマが残り、不祥事が繰り返されている。かんぽ生命の不正契約問題を受け、増田氏はガバナンス強化を掲げて社長に就任したが、全特の票で郵政族が官業化路線へさせていくことで公務員時代からの根本的な体質改善には至っていない。全特のせいで全国に約2万4,000ある郵便局はほとんど統廃合されず、赤字のまま維持されている。政権交代以降の全特の政治的影響力回復で民営化がなされなかったことが経営統制機能が十分に機能しない理由となっている。旧特定郵便局長の不祥事が相次いである。　彼らは転勤なし世襲で後任、上位に強権があることに問題がある。

### 組織構造

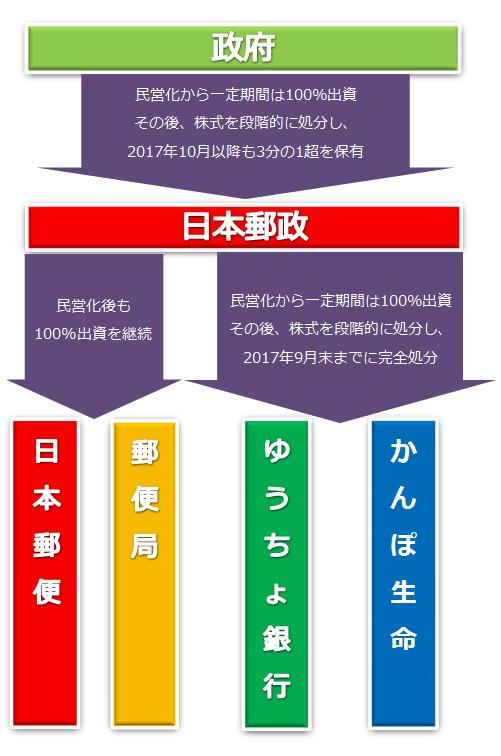
日本郵政グループの組織図

郵政民営化関連の法律では日本郵政グループを以下の5つの組織に分けている。
日本郵政株式会社（JP 日本郵政 JP HOLDINGS、明るい赤色■）
日本郵便株式会社の全ての発行済み株式を保有・管理し、経営管理や業務支援を行う。
日本郵便株式会社（JP 日本郵便 JP POST、赤色■）
郵便事業及び郵便局の運営を行う。
2012年10月に郵便局株式会社が郵便事業株式会社を吸収合併し、現行の体制となった。
株式会社ゆうちょ銀行（JP ゆうちょ銀行 JP BANK、緑色■）
従来の通常郵便貯金などを郵政公社から継承し、預貯金や融資などの銀行業務を行う。
株式会社かんぽ生命保険（JP かんぽ生命 JP INSURANCE、青色■）
生命保険業務を行う。
独立行政法人郵便貯金簡易生命保険管理・郵便局ネットワーク支援機構（郵政管理・支援機構）
従来の郵便貯金契約（通常郵便貯金などを除く）・簡易生命保険契約を承継・管理する。
2019年4月に「郵便貯金・簡易生命保険管理機構」より改称。
資金運営と新規預金や保険、総合口座の残額管理については郵便貯金銀行、郵便保険会社に移管されるため、長期的には郵政管理・支援機構は廃止が視野に入れられている。ただし、郵政民営化法や独立行政法人郵便貯金簡易生命保険管理・郵便局ネットワーク支援機構法では、廃止についてはまったく言及がない。旧勘定がなくなった段階で「廃止される見込み」とあるがその法的根拠がないため、道路公団のように、一時的と考えられた特殊法人が長期化することを予想する声もある。
政府の機関としては、2004年5月1日に内閣官房郵政民営化準備室（2005年11月10日以降は内閣官房郵政民営化推進室）が設置され、渡辺好明内閣総理大臣補佐官が室長を兼務し、2004年9月27日には、竹中平蔵経済財政担当大臣が郵政民営化担当大臣に任命され、両名は郵政民営化の道筋をつける2006年9月26日までその任に当たった。
なお、ゆうちょ銀行とかんぽ生命の金融子会社2社に関しては、当初の目標においては2009年度から2010年度の期間中に株式上場を果たし、これに関連して日本郵政も2017年度に株式上場を果たした末に同社が持つゆうちょ銀行・かんぽ生命の保有株式を同年9月末までに完全処分し、それぞれが完全民営化される予定となっていた。しかし、2012年5月の改正郵政民営化法施行によって処分期日が撤廃された事から、2015年11月4日に3社は一部上場するも、金融2社の株式売却は当面50%程度にとどめておく方針となっており、その後段階を踏んで徐々に手放していくとしているが、完全処分までに至る具体的なスケジュールは未定となっている。ただし、完全処分後も日本郵便（郵便局）では引き続き金融2社の受託業務は継続となるほか、完全処分後の株式買い戻しも法律で認められている。

### 職員の帰属

日本の一般職国家公務員の在職者・離職者数の推移（単位：人）。郵政民営化で減少した

日本郵政公社の正規職員は民営分社化によって5つの新会社に振り分けられた。基本的にこれまで従事してきた業務を引き続き従事できるような振り分けとなっている。
- 特定郵便局の職員は郵便局会社へ帰属。
- 集配郵便局で郵便関係の業務に従事していた職員のうち外務職員は郵便事業会社へ帰属、内務職員についてはほとんどが郵便事業会社へ帰属となったが、一部の内務職員（郵便窓口業務従事者）は郵便局会社へ帰属した者もいる。
- 郵政短時間職員は全員、郵便事業会社へ帰属（公社時代は、ほぼ正規職員の待遇であったが、民営化により契約社員待遇となった）。
- 貯金業務に従事していた職員はゆうちょ銀行直営店併設局ではゆうちょ銀行、非併設局では郵便局会社へ帰属。
- 保険業務に従事していた職員については、かんぽ生命直営店併設局で法人営業に従事していた職員はかんぽ生命、その他の職員は郵便局会社へ帰属。
- 集配郵便局の貯金保険総合担務職員（貯金と保険の業務を1人2役で行うこと）で、ゆうちょ銀行直営店併設局では、ゆうちょ銀行・郵便局会社のどちらかに帰属、3事業総合担務職員（郵便・貯金・保険の業務を1人3役で行うこと）は郵便事業会社か郵便局会社のどちらかへ帰属。
- 総務担当の職員については所属局のゆうちょ銀行・かんぽ生命直営店設置の有無にもよるが日本郵政を除く4社へ振り分けられた。
- 本社・支社職員については所属していた部署を基本線に5つの新会社に振り分けられた。
- 逓信病院および宿泊施設の職員は日本郵政へ帰属。

民営分社化前に公社の全正規職員に対し、どこの会社に行きたいか希望調書をとっており、希望が叶わなかった社員に対する出向・転籍の制度が設けられている。また、2009年に設立されたJPエクスプレスをはじめとした、系列子会社への出向・転籍制度もある。

### 不動産の帰属
日本郵政公社が所有していた不動産についても民営分社化によって振り分けられた。
- 東京霞ヶ関の本社社屋は日本郵政が所有。
- 支社社屋および社宅については郵便局会社が所有。
- 郵便局舎については郵便局会社が所有しているが、郵便事業の支店のある郵便局舎は郵便事業株式会社が所有している場合もある。郵便事業株式会社が所有する郵便局舎については郵便局会社は勿論、併設するゆうちょ銀行・かんぽ生命直営店は所有する郵便事業の支店に家賃・光熱費を払って入居しているかたちをとっている。
- 貯金事務センター・郵便貯金地域センターは、ゆうちょ銀行が所有。
- 簡易保険事務センターは、かんぽ生命が「サービスセンター」と改称して引き継いだ。
- 逓信病院および宿泊施設は日本郵政の所有となった。

しかし、2012年10月1日に郵便事業会社と郵便局会社の統合により、これまでの2社が所有していた不動産はすべて日本郵便が所有することになり、これまで別会社扱いとして郵便局会社が郵便事業会社に家賃・光熱費を払って同居しているといった煩わしさから解消されることとなった（ただし、ゆうちょ銀行・かんぽ生命の直営店が同居している郵便局舎に関してはこれまでと何ら変わりない）。

### 完全民営化実行時の行政改革効果
小泉政権の国鉄、電電公社、専売公社の民営化を上回る戦後最大規模の改革とも謳われ、その目的の一つに財政投融資の廃止があった。これにより、約340兆円という潤沢な郵貯資金を特殊法人などに代表される政府機関ではなく、個人や民間企業に融資できるようにすることで、日本経済の活性化が図れるとされている。加えて、これまでは免除されていた法人税・法人事業税・固定資産税・印紙税や郵便事業会社・ゆうちょ銀行・かんぽ生命保険から郵便局会社に支払われる委託手数料にかかる消費税、民営化会社の株式を政府が売却することで得られる収益によって財政再建も図れるとしている。(ただし、前述と後述の通り、完全民営化は廃された)

### 事業合理化の進捗
郵便局の廃止に関しては、現実にいくつかの郵便局が廃止されており、簡易郵便局においては、民営化直前に一時閉鎖や貯金・保険業務の廃止が相次いでいる。しかし民営化後は局数も増加し、全国郵便局長会の反対の影響で統廃合が全く進んでいない。グループの持株会社である日本郵政により、「過疎地の郵便局ネットワーク維持のため」として、赤字補てんを目的とした1兆円（最大2兆円）規模の「基金」も設置されている。
一部支店では書留やゆうパックの配達開始時間を早朝から始めたり、集配センターから支店を経由せず配送したりするようになった地域では、従来より郵便物の届く時間が早くなっている事例もある。なお、よりいっそうの業務合理化を目指すため従業員数の大規模な削減と契約社員化が報道されている。
貯金事業に関しては、料金区分が変わったため一律ではないものの、おおむね各種手数料が値上げとなっているのは、民営化により民間の銀行と同じく印紙税を負担しなければならなくなるための措置である。また、従来は採算度外視ともいえる料金だった普通為替の手数料も値上げされており、定額小為替では1枚あたりの発行手数料が従来の10円から100円となったため、為替の額面金額と同額またはそれ以上の手数料がかかる場合が発生している。これらの価格改定については、旧公社は民営化前より告知していた。
これまで禁止されていた郵便局舎・庁舎の賃貸業務が可能となることから、一部の郵便局内には「ポスタルショップ」として、ローソンやam/pmなどのコンビニが出店しているほか、印刷などを請け負う「ポスタルスクウェア」の出店も進んでいる。しかし、この動きに対して、建築学的に貴重な局舎が安易な再開発によって失われるとの懸念の声もある。
民営化法案では、民営化後10年以内（2017年9月末まで）にゆうちょ銀行とかんぽ生命の株式を完全に売却することが定められている。このため、郵便局においてはこれまでのゆうちょ銀行とかんぽ生命との事業に制約されない新たなサービスを期待する意見がある。たとえば、既存の金融機関や保険会社が郵便局の窓口ネットワークを活用できるようになるといったことである。すでに首都圏にある一部の郵便局では、損害保険会社の自動車保険を「損害保険代理店」として受託販売している。

### 国民に対する告知
全ての広告媒体において、モデルの吉村美樹をイメージキャラクターに起用していた。

#### テレビ
当初は、郵便局のCMの終盤で少し告知する程度や、民営化・分社化の準備として行われた2007年5月4日 - 5月6日のオンラインサービス休止前に、告知CMを流した程度にとどまっていた。ナレーションは倍賞千恵子が担当した。
その後、民営化が2か月後に迫った8月中旬ごろから、「〒10.1 もうすぐ民営化」と題した、郵便局（郵政サービス）は民営化後も従来通り利用できることを伝えるCMを放送し、民営化直前となった9月中旬ごろからは、9月30日のオンラインサービス休止の告知CMと、JR各社や日本たばこ産業発足時のように新会社を周知させる、「ひとりを愛せる日本へ。」と題した、日本郵政グループの企業CMを放送していた。

#### 新聞
2007年7月1日には、全面広告「〒10.1 もうすぐ民営化」が、8月16日には、民営化・分社化についての情報を詳細に説明した全面見開き広告が、全国紙・地方紙にそれぞれ掲載された。9月18日には、「ひとりを愛せる日本へ。」と題した全面広告を掲載し、民営化についての意気込みを紹介した。

#### パンフレット・チラシ
2007年8月17日から順次、全国の家庭・事業所に対して、民営化についての情報をまとめたパンフレットが配達された。発送部数は全体で5,756万部（日本郵政公社発表）となった。また、簡易生命保険の契約者に対しても、民営化についての情報をまとめたパンフレットが配達された。郵便貯金の契約者に対してはパンフレットは配達されなかったが、簡易生命保険用のパンフレットとともに郵便局に置かれていたため、自由に受け取ることができた。
加えて、民営化後の郵便サービスについての情報をまとめたパンフレットや、郵政サービス全体についての情報をまとめたチラシ、ゆうちょ銀行のサービス・手数料についての情報をまとめたチラシも置かれていた。

#### インターネット
公式サイトでも民営化・分社化について詳しく説明されていた。

## ニュージーランド
ニュージーランドでは、1987年に政府の行財政改革の一環として、これまで郵便・郵便貯金（金融）・電気通信の3事業を取り扱ってきた郵便事業省の、民間企業への売却を前提とした分割・公社化が行われた。郵便貯金事業を担っていた「ポストバンク」は1989年にオーストラリアのオーストラリア・ニュージーランド銀行グループに売却された。この結果、公務員数の削減、郵政事業への税金投入の全廃を達成した。また独立採算制と民間の参入の自由化により効率化を迫られた郵政公社は、徹底した経営の効率化を迫られ、郵便窓口の外部委託（薬局や書店が兼業）や配達業務の外部委託（入札制）などを採用し、郵便料金の長期据え置きを実現している。郵便窓口業務を民間委託しているため、営業時間の延長や顧客態度の向上など大幅にサービスは向上した。また郵便窓口数（店舗数）は政府との合意により最低窓口数規定を取り決め、実際には最低窓口数より多くの窓口を開設している。しかし一部の農村地域等では金融業務、郵貯業務を持たない金融空白地帯を生じた。これにより国民から郵貯の復活を求められニュージーランド労働党と旧連合党の連立政権は2002年に旧郵便事業を担ってきた公社化された「ニュージーランド・ポスト」に対して、郵便局の窓口を利用した金融機関「キーウィ銀行」を100%子会社として設立させた。

## ハンガリー
ハンガリーは国営のマジャール・ポシュタが郵便事業を行っているが、郵政民営化と上場が検討されている。民営化の行方はヨーロッパ連合の郵便事業の規制緩和と関連しており、2011年ごろに民営化する見通しであったが、いまだ実現していない。